# 485 Genua
485 Genua è un asteroide della fascia principale del diametro medio di circa 63,88 km. Scoperto nel 1902, presenta un'orbita caratterizzata da un semiasse maggiore pari a 2,7520628 UA e da un'eccentricità di 0,1898003, inclinata di 13,85459° rispetto all'eclittica.
L'asteroide è dedicato al nome latino della città di Genova.